# Dysmilichia proleuca
Dysmilichia proleuca är en fjärilsart som beskrevs av George Francis Hampson 1918. Dysmilichia proleuca ingår i släktet Dysmilichia och familjen nattflyn. Inga underarter finns listade i Catalogue of Life.